# Iwan Samijłenko
Iwan Matwijowycz Samijłenko, ukr. Іван Матвійович Самійленко (ur. 1912, zm. 3 listopada 2006 w Stanach Zjednoczonych) – ukraiński polityk emigracyjny, działacz społeczny, w latach 1989–1992 ostatni premier emigracyjnego rządu Ukraińskiej Republiki Ludowej.
W latach 1960–1980 był profesorem na Uniwersytecie Long Island w Nowym Jorku.
22 sierpnia 1992 roku odbyło się przekazanie insygniów władzy URL prezydentowi Ukrainy Leonidowi Krawczukowi przez władze na uchodźstwie: prezydenta Mykołę Plawjuka, premiera Iwana Samijlenko i przewodniczącego Rady Najwyższej Michajła Woskobijnika.